# Aviso-bokstäver

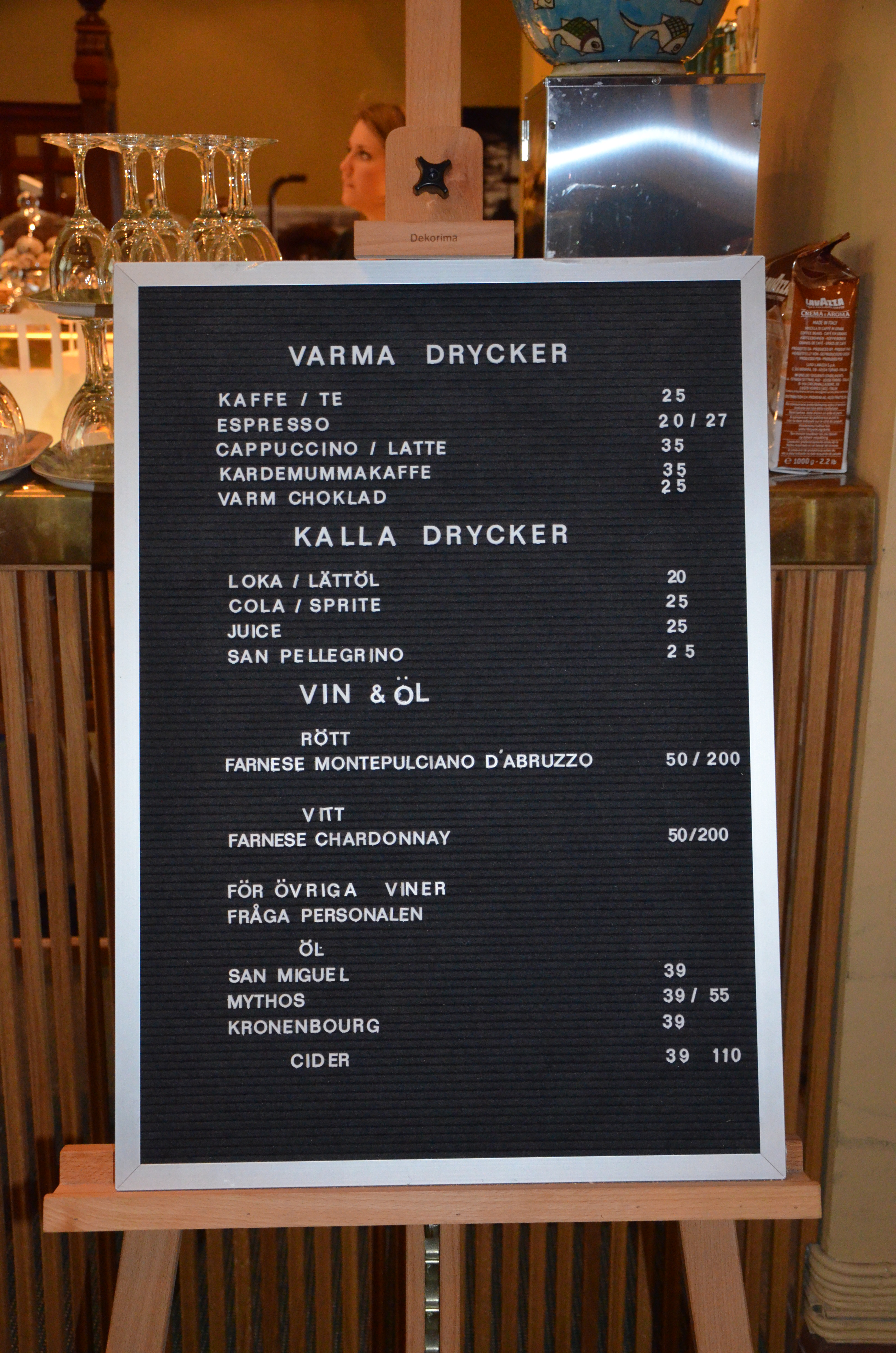
Menytavla med avisobokstäver

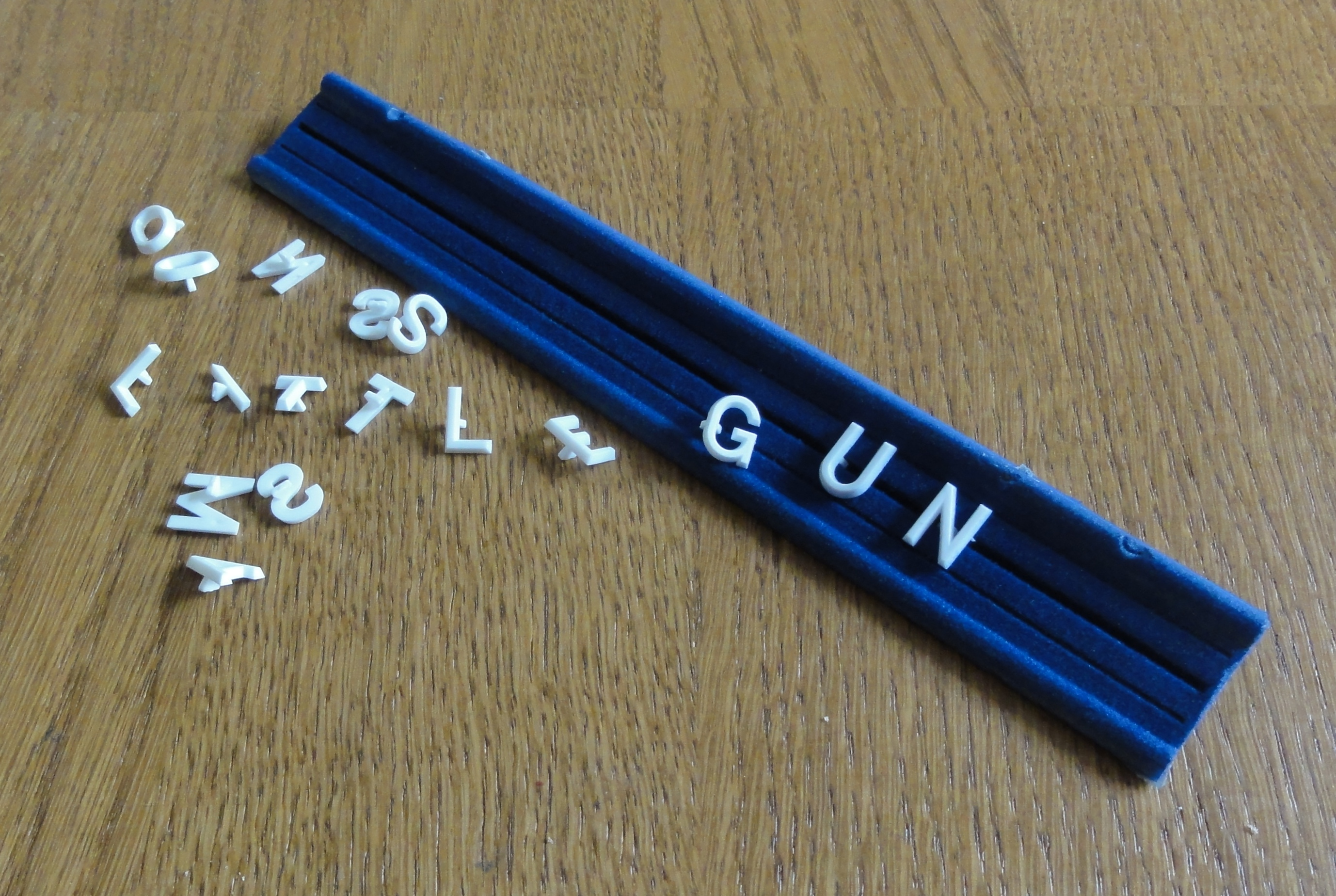
Avisobokstäver och hållare för brevinkast

Aviso-bokstäver, eller AvisO-bokstäver, är ett varumärke för flyttbara plastbokstäver som ofta användes för att texta namnskyltar och andra skyltar under andra hälften av 1900-talet.
Bokstäverna, oftast i vit eller silverfärgad plast, trycktes in i skåror i tavlor klädda med mörk sammet. Tavlorna användes standardmässigt för namntavlor på lägenhetsdörrar, brevinkast, namnskyltar i trappuppgångar, biografer, restauranger etcetera, där behov fanns av standardiserad text som behövde kunna bytas ut då och då utan större problem.